# Bulbophyllum schillerianum
Bulbophyllum schillerianum är en orkidéart som beskrevs av Heinrich Gustav Reichenbach. Bulbophyllum schillerianum ingår i släktet Bulbophyllum och familjen orkidéer. Inga underarter finns listade i Catalogue of Life.